# Pule Patrick Ntsoelengoe
Pule Patrick Ntsoelengoe, auch Ace genannt, (* 26. Februar 1952 in Randfontein, Südafrika; † 8. Mai 2006 in Lenasia, Südafrika) war ein südafrikanischer Fußballspieler und Fußballtrainer.

## Karriere
Ntsoelengoe hatte seinen letzten offiziellen Auftritt am 7. Mai 2006 als Trainer einer Jugendmannschaft der Kaizer Chiefs, das diese mit 5:0 gewinnen konnte. Er wurde am 8. Mai 2006 tot in seinem Fahrzeug vor einem Hotel in Lenasia südlich von Johannesburg gefunden. Er starb an einem Herzinfarkt.
2008 wurde er postum mit dem Order of Ikhamanga in Silber ausgezeichnet.

### Stationen

#### Spieler
- 1969: Mohlakeng Zebras (Randfontein)
- 1969: Kaizer Chiefs
- 1973: Miami Toros
- 1974: ohne Verein
- 1975: Denver Dynamos
- 1976: Minnesota Kicks
- 1982: Toronto Blizzard

#### Trainer
- 1985: Ace Mates
- 2006: Kaizer Chiefs Jugend